# خوسيه ماركيز دا سيلفا
خوسيه ماركيز دا سيلفا (بالبرتغالية: José Marques da Silva‏) هو مهندس معماري برتغالي، ولد في 18 أكتوبر 1869 في بورتو في البرتغال، وتوفي بنفس المكان في 6 يونيو 1947.